# Francesca Manfredi
Francesca Manfredi (Reggio nell'Emilia, 1988) è una drammaturga e scrittrice italiana.

## Biografia
Si è laureata al DAMS dell'Università degli Studi di Torino, e poi diplomata alla Scuola Holden, fondata nel 1994 da Alessandro Baricco. Nel 2015 è stata tra gli autori della serie teatrale 6Bianca, realizzata dal Teatro Stabile di Torino. Tiene corsi di narrazione alla Scuola Holden di Torino. È rappresentata da Andrew Wylie, un famoso agente letterario statunitense, che ha conosciuto in occasione di una lezione da lui tenuta presso la Scuola Holden. Alcuni suoi lavori sono stati pubblicati su Linus e sul Corriere della Sera. Afferma di essere stata influenzata dal minimalismo di Raymond Carver.
La sua prima raccolta di racconti Un buon posto dove stare ha vinto il Premio Campiello nella sezione Opera Prima 2017. Nel 2019 pubblica il suo primo romanzo, L'impero della polvere, edito da La nave di Teseo.

## Opere
- Un buon posto dove stare (2017)
- Ora di cena (2018)
- L'impero della polvere (2019)
- Paesaggi interiori (2021)
- Bestiario parentale (2023)
- Il periodo del silenzio (2024)